# Мали Семпетар
Мали Семпетар (рум. Sânpetru Mic) је насељено место у општини Варјаш, округ Тимиш у Румунији. Налази се на надморској висини од 106 м.

## Историја
По "Румунској енциклопедији" место се помиње 1250. године. Тада је мађарски краљ Бела IV населио Словаке који су основали насеље "Тоти". Село је обновљено 1843. године, када су се ту преселили Немци из Семпетра Германа.

## Становништво
Према попису из 2002. године у насељу је живело 540 становника.

### Попис2002.
| Етнички састав према попису из 2002. године‍ | Етнички састав према попису из 2002. године‍ | Етнички састав према попису из 2002. године‍ | Етнички састав према попису из 2002. године‍ | Етнички састав према попису из 2002. године‍ |
| ------------------------------------------- | ------------------------------------------- | ------------------------------------------- | ------------------------------------------- | ------------------------------------------- |
|                                             |                                             |                                             |                                             |                                             |
| Румуни                                      | Румуни                                      |                                             | 372                                         | 68,9%                                       |
| Мађари                                      | Мађари                                      |                                             | 165                                         | 30,6%                                       |